# Liste der Geotope in Coburg
Diese Liste enthält die Geotope der oberfränkischen Stadt Coburg in Bayern.
Die Liste enthält die amtlichen Bezeichnungen für Namen und Nummern des Bayerischen Landesamt für Umwelt (LfU) sowie deren geographische Lage. Diese Liste ist möglicherweise unvollständig. Im Geotopkataster Bayern sind etwa 3.400 Geotope (Stand März 2020) erfasst. Das LfU sieht einige Geotope nicht für die Veröffentlichung im Internet geeignet. Einige Objekte sind zum Beispiel nicht gefahrlos zugänglich oder dürfen aus anderen Gründen nur eingeschränkt betreten werden.
| Name                           | Bild           | Geotop ID | Gemeinde / Lage | Geologische Raumeinheit | Beschreibung | Fläche m² / Ausdehnung m | Geologie                                                                  | Aufschlussart       | Wert      | Schutzstatus                         | Bemerkung |
| ------------------------------ | -------------- | --------- | --------------- | ----------------------- | --- | ------------------------ | ------------------------------------------------------------------------- | ------------------- | --------- | ------------------------------------ | --------- |
| Eierfelsen N von Seidmannsdorf | weitere Bilder | 463A001   | Coburg Position | Haßberge-Region         | Die Eierfelsen bei Seidmannsdorf sind Klippen, die aus der dolomitischen Arkose des Mittleren Burgsandstein bestehen. Der vorliegende Aufschluss ist instruktiv zum Studium dieses Schichtgliedes geeignet.                                                 | 50 10 × 5                | Typ: Gesteinsart, Felswand/-hang Art: Dolomitstein                        | Hanganriss/Felswand | bedeutend | Naturdenkmal, Landschaftsbestandteil |           |
| Feuerfelsen bei Rögen          | weitere Bilder | 463A002   | Coburg Position | Haßberge-Region         | Der Feuer- und Achatfelsen bei Rögen ist eine Klippe aus sandigem Dolomit, die als Besonderheit unregelmäßige lagig-knollige Verkieselungen aufweist. Vorkommen von Chalcedon (faserig ausgebildet) und Opal. Die Achattextur ist nur selten zu beobachten. | 60 10 × 6                | Typ: Mineralien, Gesteinsart, Felswand/-hang Art: Dolomitstein, Sandstein | Hanganriss/Felswand | wertvoll  | Naturdenkmal, Landschaftsbestandteil |           |